# Ramón Grau San Martín

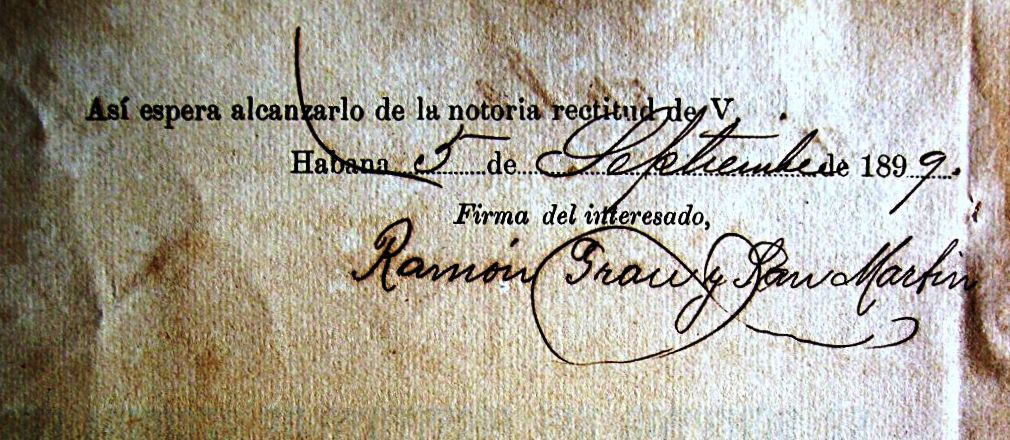
Firma de Ramón Grau San Martín, cuando tenía 18 años.

Ramón Grau San Martín (La Palma, Pinar del Río; 13 de septiembre de 1881-La Habana, 28 de julio de 1969) fue un médico fisiólogo y político cubano, dos veces presidente de Cuba, de 1933 a 1934 y de 1944 a 1948. Fue el último presidente electo que nació en la Cuba Española.

## Primeros años
Ramón Antolin Eulogio Grau San Martín, según los archivos de la parroquia de La Palma, nació el 13 de septiembre de 1881 en la finca La Jíbara en las afueras del pueblo de La Palma, en Pinar del Río, en el occidente cubano. Sus padres fueron Francisco Grau, natural de Cataluña y María del Pilar San Martín, natural de Asturias. Tuvo un hermano, Francisco Pablo José. Toda la familia Grau San Martín está vinculada a las clases sociales ricas de La Palma.
Su padre, un rico productor de tabaco, quería que continuase con su negocio, pero prefirió ser médico. Estudió en la Universidad de La Habana y se graduó en 1908 con el título de Doctor en Medicina. Tras finalizar sus estudios vivió en Europa para ampliar sus estudios de medicina en Italia, Francia, y España, y volvió a Cuba. En 1923 obtuvo una plaza de profesor de Fisiología en la Escuela de Medicina de la Universidad de La Habana, y en 1924 fue nombrado profesor titular de esa cátedra.
Abandona su pueblo natal con muy poca edad producto al miedo que sentían ante el posible asalto a La Palma por las tropas de Antonio Maceo, su temor se hace realidad la noche del 29 de marzo de 1896 cuando el General Antonio asalta el poblado, en estos momentos muchas familias ricas palmeras vivían en la capital del país, habían abandonado su tierra natal días antes en el Tritón por el embarcadero de Río Blanco.
El historiador Pablo Llaguno y de Cardenas cuenta: "...Grau a la proa solitaria bamboleante mira las encrespadas olas, contempla el panorama humeante de las hogueras, a lo lejos en la playa quedan los abanderados integristas, el Tritón pesaroso se mueve, se pierde poco a poco la costa..."
Inicia sus estudios con 8 años de edad, es un excelente estudiante. Padeció de epilepsia desde la infancia.
El 17 de marzo de 1906 su hermano Francisco y él reciben una herencia por un valor de 119 699,56 pesos oro (4 millones de dólares en 2023), excelente fortuna en una naciente república, y se reafirma dentro del polo del estudiantado rico cubano. 
Regresa a La Habana e inicia su vida laboral en el Hospital Reina Mercedes. Trabajó en la casa de salud La Covadonga. Comparte la docencia como profesor universitario con la práctica profesional, con la vida política y con la administración de sus propiedades. Grau nunca se casó ni tuvo hijos propios, pero adoptó a su sobrino Ramón Grau Alsina (alias Mongo, hijo de su fallecido hermano Francisco; preso de 1965-1986 en el gobierno de Fidel Castro) como su hijo. Durante su presidencia de 1933-1934 su sobrina Polita Grau (María Leopoldina Grau Alsina; presa de 1965-1978 en el gobierno de Castro) fungió como primera dama, y en la presidencia de 1944-1948 fue Paulina Alsina (viuda de su hermano y madre de Polita, Mongo, y Francisco).

## Participación en la política estudiantil
A fines de la década de 1920 se involucró en las protestas estudiantiles contra el presidente Gerardo Machado que quería perpetuarse en el poder, y fue encarcelado en la prisión del Castillo del Príncipe y desde 1931 a 1932 en el Presidio Modelo de Isla de Pinos, donde enfermó de tuberculosis. Salió de presidio en enero de 1932 por la Amnistía promulgada por Machado, y se exilió en los Estados Unidos donde formó parte de la Junta Revolucionaria, y curó su enfermedad.

## Revolución de 1933

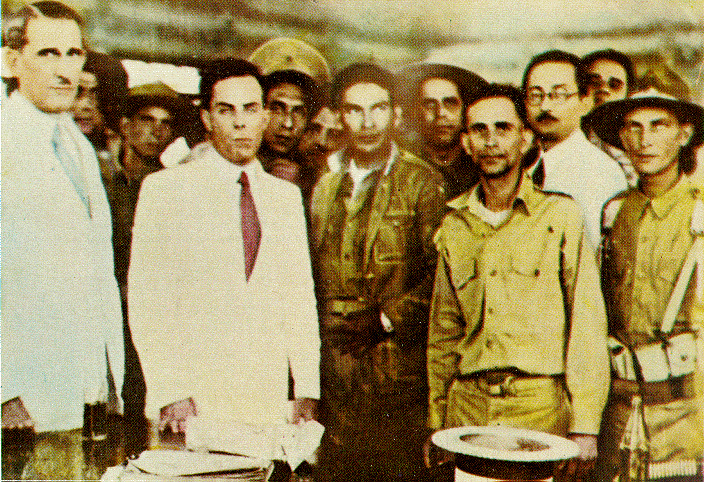
Ramón Grau, Sergio Carbó y Fulgencio Batista.

Grau participa en Miami en la creación de una junta revolucionaria, compuesta por el Directorio Estudiantil Universitario, Acción Revolucionaria, otros catedráticos de la Universidad, como él, el Conjunto Revolucionario Cubano, los Nacionalistas y el ABC.
Fue miembro de la Pentarquía, una coalición que gobernó a Cuba desde el 5 al 10 de septiembre de 1933. Como presidente provisional (1933-1934) en el llamado Gobierno de los Cien Días (fueron 127 días) promulgó los Estatutos Constitucionales, y una serie de medidas nacionalistas y de tendencias socialistas. El 22 de septiembre de 1933, Fulgencio Batista y Sumner Welles, el embajador de los Estados Unidos, mantienen una reunión secreta para que Grau San Martín sea reemplazado, y en la que Batista se pone a disposición de Sumner Welles. Batista y Welles vuelven a entrevistarse, y este último apoya a Batista y le pide un gobierno sólido que Estados Unidos pueda reconocer. Dos días después, el gobierno de Grau concede la autonomía universitaria.
El 3 de noviembre, el gabinete de Grau impide que este renuncie a la presidencia. Grau increpa a Fulgencio Batista por sus reuniones con el embajador estadounidense Sumner Welles, sin autorización del gabinete presidencial, y el Directorio Estudiantil propone que Batista sea fusilado. Grau se niega y lo deja marchar, ratificándolo como jefe del Ejército.
Sumner Welles se reúne, el 19 de noviembre de 1933, con Franklin D. Roosevelt, a espaldas del secretario de Estado, en el que este último se ve impelido de anunciar, días después, que no reconoce a ningún gobierno que no tenga el apoyo del pueblo cubano. Grau escribe una carta a Roosevelt para que termine con la injerencia de Sumner Welles en Cuba. 
Grau se reúne con la oposición el 9 de diciembre, pero declara nulos los acuerdos y el día 10 la reunión fracasa. El 2 de enero de 1934, el gobierno de Grau convoca a elecciones de delegados para la Convención Constituyente prevista para el 22 de abril de 1934. Entre las medidas tomadas por su gobierno están: jornada laboral de 8 horas, estableció un salario mínimo, rebaja de la tarifa eléctrica y nacionalización de la Compañía Cubana de Electricidad, autonomía universitaria, se conceden 1000 matrículas gratuitas para estudios universitarios a pobres, se otorga a la mujer el derecho al sufragio universal (entró en vigor en el gobierno de Carlos Mendieta), se crea el Ministerio del Trabajo, y se establece que el 50% de los obreros y empleados del país tienen que ser cubanos. El gobierno decretó la repatriación de los extranjeros sin trabajo ni medios de vida (en su mayoría haitianos y jamaicanos), y se aprueba un decreto de carácter antilatifundista, que establece el derecho de tanteo del gobierno en subastas de bienes inmuebles.
Fulgencio Batista y Sumner Welles se entrevistan, y Welles le dice que su gobierno nunca va a reconocer a Grau. El 15 de enero de 1934 Batista le pide la renuncia a Grau, y este al principio se rehúsa, pero después renuncia. Batista, con el apoyo de la Junta Revolucionaria, designa presidente al ingeniero Carlos Hevia que 2 días después, es sustituido por el coronel Carlos Mendieta, nombrado por el coronel Batista. Acabó así, el periodo del gobierno provisional de Grau, que nunca fue reconocido por el gobierno de Estados Unidos. Grau pocos días después de renunciar viajó a México, y luego a Estados Unidos. Regresó a Cuba en 1938. En 1934 fundó el Partido Revolucionario Cubano (Auténtico).

## Convención Constituyente
Grau San Martín sirvió como presidente (2 meses y 8 días) de la Convención Constituyente que redactó la Constitución cubana de 1940, hasta que fue sustituido como presidente por Carlos Márquez Sterling.

## Presidente constitucional (1944-1948)
Grau perdió la elección presidencial de 1940 ganada por Batista. El 1 de junio de 1944 se celebran elecciones generales y gana el Partido Revolucionario Cubano Auténtico (PRC-A). Ramón Grau San Martín resulta elegido presidente de la república, junto a Raúl de Cárdenas Echarte como vicepresidente. El gobierno electo no alcanza la mayoría en el Senado, pero gana la alcaldía de La Habana.
El 10 de octubre de 1944, Ramón Grau San Martín toma posesión de la Presidencia de la República. Ocho días después un fuerte huracán azotó la región occidental del país causando 300 muertos y cuantiosas pérdidas materiales.
Durante los primeros años del mandato de Grau, comienzan a cobrar fuerza grupos político-gansteriles derivados de la época de Machado, que en 1945 entrarán en conflictos y enfrentamientos cruentos entre ellos. Grau en un intento de controlar ese estado de violencia pública cometió el error de nombrar a miembros de pandillas violentas como oficiales de la policía (ej. Mario Salabarría y Emilio Tró fueron nombrados comandantes y jefes de dependencias policiales). En marzo de 1945 se produjo la Conspiración del Cepillo de Dientes (le ocuparon un cepillo de dientes y otras pocas pertenencias al jefe del complot) para darle un golpe de Estado a Grau, que incluía su asesinato, dirigida por el coronel retirado José Eleuterio Pedraza (jefe del Ejército de 1939-1941) pero fracasó, este fue capturado y cumplió casi 2 años de cárcel. 
En abril de 1945, el gobierno de Grau consigue elevar el precio de venta de la libra de azúcar cubana al mercado estadounidense de 2,65 a 3,10 centavos, ajustando dicho precio al índice del coste de vida en los Estados Unidos. El 24 de octubre de 1945 Cuba ingresó en la Naciones Unidas como país fundador.
En mayo de 1946, José Manuel Alemán Casharo (1905-1950) es nombrado ministro de Educación, y este organiza el llamado "BAGA" (Bloque Alemán-Grau Alsina), poderoso instrumento de corrupción política, en 1948. En 1946 fue robado el diamante de 25 quilates que marca el kilómetro cero de las carreteras del país, ubicado bajo la cúpula del Capitolio Nacional donde radicaba el Congreso de la nación. En mayo de 1947 Grau recibió el diamante en un sobre, y nunca se supo quién lo robó. En 1946 sucedieron dos conspiraciones para derrocar al presidente, pero fracasaron: la Conspiración del Mulo Muerto (sólo murió un mulo perteneciente al ejército), y la Conspiración de la Capa Negra (la policía encontró una capa de color negro a uno de los implicados), dirigida por el general de brigada en retiro Manuel Benítez Valdés (jefe de la Policía Nacional de 1941-1944, futuro senador) que huyó hacia Estados Unidos, y Ernesto de la Fe (periodista, jefe de la organización ATOM, futuro ministro de Información de 1952-1954, preso de 1959-1974 en el gobierno de Fidel Castro, emigró en 1981 a EE. UU.), que fue apresado, enjuiciado y condenado a 3 años de cárcel (cumplió 9 meses).
El 13 de octubre de 1946, seis organizaciones retiran apoyo político a Grau por corrupción e ineficacia y, a principios de 1947, Eduardo Chibás ataca virulentamente al gobierno de Grau por corrupción.
En 1947 la inestabilidad callejera, entre otras cosas, por causa de los grupos político-gansteriles es tal, que el gobierno se ve obligado a destacar fuerzas militares para cuidar las calles. El 15 de septiembre de 1947 sucedió la Masacre de Orfila donde murió el comandante de la policía Emilio Tró y otras 5 personas (incluida una embarazada) a manos de un grupo rival de policías dirigidos por el comandante Mario Salabarría (condenado a 30 años de cárcel; indultado en 1961). También en 1947, Cuba fue el único país de América que votó en la Organización de las Naciones Unidas contra la creación del estado de Israel. En 1947 se produjo la fallida Expedición de Cayo Confites que fue apoyada al inicio por Grau, y ese año el presidente fundó la Universidad de Oriente.
En octubre de 1947, Grau destituyó a su ministro José Manuel Alemán, acusado de malversación de millones de pesos del Ministerio de Educación, pero lo nombró ministro sin cartera. La acusación nunca fue probada, pero Alemán se convirtió en millonario, y en 1947 viajó a Florida, EUA con 19 millones de pesos (equivalentes a dólares) en efectivo.
En marzo de 1948, el PRC-A designa candidatos para las siguientes elecciones generales a Carlos Prío Socarrás (fue primer ministro y ministro del trabajo de Grau) para la Presidencia y a Guillermo Alonso Pujol para la Vicepresidencia. También el Partido del Pueblo Cubano (Ortodoxo) designa a Eduardo Chibás y a Roberto Agramonte, y el Partido Socialista Popular (PSP), comunista, a Juan Marinello Vidaurreta y a Jesús Menéndez, como presidente y vicepresidente respectivamente, pero gana las elecciones el Partido Auténtico. Resultan ser las últimas elecciones democráticas y plurales del país.
El 10 de octubre de 1948 tomó posesión de la presidencia Carlos Prío Socarrás, protegido de Ramón Grau San Martín. Debido a discrepancias de Grau con Carlos Prío y el Partido Auténtico, Grau fundó en 1951 el Partido de la Cubanidad por el que se postuló a las elecciones presidenciales de 1952 (no se realizaron por el golpe de Estado de 1952). 
Grau y miembros de su gobierno fueron acusados del robo de 174 millones de pesos del tesoro público (Causa 82) en 1949 por el senador ortodoxo Pelayo Cuervo. En 1950 más de 6000 folios de esa causa fueron robados del Juzgado de Instrucción. Nunca se probó la acusación.

## Retiro
Tras ceder la presidencia en 1948, Grau se retiró prácticamente de la vida pública. Reapareció públicamente en 1952 para oponerse al golpe de Estado de Batista. Grau se postuló para la presidencia en 1954 y 1958 por el Partido Auténtico, pero se retiró justo antes de la elección de 1954 y participó en la de 1958, pero denunció el fraude del gobierno de Batista en cada una. En 1959, fue despedido de su puesto de profesor de Medicina en la Universidad de La Habana por el gobierno revolucionario dirigido por Fidel Castro por razones políticas; no ejercía como profesor desde 1948, pero mantenía su puesto sin paga. Grau fue jubilado con una pensión, y fue un agente o colaborador de la CIA después de 1959, con el criptónimo AMCOG-3, lo que parece no fue conocido por el gobierno de Castro. Murió pobre de cáncer en su residencia de La Habana, llamada por el pueblo “La Choza”, en 1969.